# Germana Viana
Germana Viana (Recife, 16 de outubro de 1972) é uma desenhista, roteirista, quadrinista brasileira.  
Nascida em Recife, em 1972, Germana se formou em Artes pela Universidade Estadual de São Paulo e começou sua carreira nos anos 1990 fazendo ilustração de livros infantojuvenis. Desde o inicio dos anos 2000, começou a atuar como designer gráfica e letrista de quadrinhos, tendo sido assistente de Joe Prado no agenciamento de artistas brasileiros para o mercado norte-americano.
A partir de 2013 começou a publicar suas próprias HQs, começando pela série Lizzie Bordello e as Piratas do Espaço, que foi lançada impressa em dois volumes, respectivamente em 2014 e 2016, pela editora Jambô.
A partir de 8 de março de 2016, começou a publicar a webcomic As Empoderadas, que foi vencedora do 29º Troféu HQ Mix na categoria "melhor web quadrinho".
Germana é ainda editora e uma das autoras de Gibi de Menininha 1 (Vencedor do Angelo Agostini na categoria de Melhor Lançamento de 2018 e do HQMix na categoria Revista Mix de 2018), de Gibi de Menininha - O Faroeste é Mais Embaixo (Vencedor do HQMix como Publicação de Aventura/Terror/Fantasia), Gibi de Menininha 3, Gibi de Menininha: Damas da Noite e Gibi de Menininha Apresenta: PATRÍCIA.
Em agosto de 2020, ao lado de Laudo Ferreira e Marcatti, lançou no Catarse, a campanha de financiamento coletivo de Ménage
A autora participou também de várias coletâneas como Orixás: Renascimento, Orixás: Griô, Quadrinhos Queer e adaptou clássicos como Razão e Sensibilidade, Carmilla, Era Uma Vez e outros contos de Júlia Lopes de Almeida e Noite de Almirante e outros Contos de Machado de Assis para os quadrinhos e uma biografia fictícia de Johnston McCulley, o criador do Zorro.

## Prêmios
| Ano  | Obra              | Categoria                        | Prêmio                 |
| ---- | ----------------- | -------------------------------- | ---------------------- |
| 2016 | As Empoderadas    | Melhor web quadrinho             | Troféu HQ Mix          |
| 2019 | Gibi de Menininha | Melhor Lançamento                | Prêmio Angelo Agostini |
| 2019 | Gibi de Menininha | Publicação Mix                   | Troféu HQ Mix          |
| 2021 | Ménage #01        | Publicação de humor              | Troféu HQ Mix          |
| 2021 | Ménage #01        | Publicação independente de grupo | Troféu HQ Mix          |
| 2022 | Ménage #02        | Publicação de Humor              | Troféu HQ Mix          |